# Chase County (Kansas)
Chase County is een county in de Amerikaanse staat Kansas.
De county heeft een landoppervlakte van 2.010 km² en telt 3.030 inwoners (volkstelling 2000). De hoofdplaats is Cottonwood Falls.
In het noordoosten van Chase bevindt zich het Tallgrass Prairie National Preserve

## Geschiedenis
Op 31 maart 1931 verongelukte vlucht 599 van TWA iets ten noorden van het plaatsje Bazaar.